# Pont Haburman
Le pont Haburman, également connu sous le nom de pont Çermik (turc : Haburman Köprüsü ou Çermik Köprüsü) est un pont historique de la province de Diyarbakır, dans le sud-est de la Turquie.
Le pont se trouve dans le district de Çermik ilçe de la province de Diyarbakır. Il est construit sur le ruisseau Sinek, un affluent de l'Euphrate.
Selon une inscription sur le pont, il a été commandé par la princesse Zübeyde Hatun des Artukides en 1179. Elle est la fille de Necmettin Alpi de la branche de Mardin. Il a été restauré en 1927. En 2010, après la construction d'un nouveau pont, le pont a été fermé à la circulation automobile.
La longueur totale du pont est de 107 mètres (351 pieds) et la largeur de la route est de 5,60 mètres (18,4 pieds). Il n'y a pas de parapet. La largeur de l'arc principal est de 19,50 mètres (64,0 pieds). Sa hauteur est de 12,50 mètres (41,0 pieds). Il y a deux arcs auxiliaires de déchargement des forces de chaque côté. Ils mesurent 7,30 mètres (24 pieds) et 5,10 mètres (16,7 pieds) de largeur. Le principal matériau de construction est le calcaire. Dans certaines parties, la brique a également été utilisée.